# ادوارد دایموس
ادوارد دایموس (انگلیسی: Edward Didymus; ۱۳ آوریل ۱۸۸۶ – ۱۲ آوریل ۱۹۱۸) بازیکن فوتبال اهل پادشاهی متحد بریتانیای کبیر و ایرلند بود.
از باشگاه‌هایی که در آن بازی کرده‌است می‌توان به باشگاه فوتبال پورتسموث، باشگاه فوتبال نورث‌همپتون تاون، باشگاه فوتبال پورت ویل، و باشگاه فوتبال بلکپول اشاره کرد.